# Марцинів Олег Дмитрович
Олег Дмитрович Марцинів (нар. 8 березня 1953, м. Чортків Тернопільської області) — український режисер фестивалів, концертних програм, театралізованих вистав. Заслужений діяч мистецтв України (1998). Директор та художній керівник Всеукраїнського центру фестивалів, масових дійств і концертних програм «Кобзар».

## Життєпис
Закінчив середню школу № 6 міста Чорткова (1970), Харківський інститут мистецтв (1975), Вищі режисерські курси в Москві (1980).

## Режисерські роботи
За постановками Олега Марциніва відбувалися свята на Майдані Незалежності, Співочому полі, Михайлівській площі.
- «Я піснею планету оповив» — творчий вечір Івана Поповича в Національному палаці «Україна» (2005)[3]
- Парад до Дня Перемоги (2011, Київ)